# V1136 Геркулеса
V1136 Геркулеса (лат. V1136 Herculis), HD 171244 — одиночная переменная звезда в созвездии Геркулеса на расстоянии приблизительно 400 световых лет (около 123 парсек) от Солнца. Видимая звёздная величина звезды — от +8,13m до +8,07m. Возраст звезды определён как около 1,3 млрд лет.
Открыта Г. Хэндлером в 1999 году*.

## Характеристики
V1136 Геркулеса — жёлто-белая пульсирующая переменная звезда типа Гаммы Золотой Рыбы (GDOR) спектрального класса F2IV, или F0. Масса — около 1,699 солнечной, радиус — около 2,229 солнечного, светимость — около 9,621 солнечной. Эффективная температура — около 6868 K.

## Планетная система
В 2019 году учёными, анализирующими данные проектов HIPPARCOS и Gaia, у звезды обнаружена планета.